# NGC 6074
NGC 6074 est une paire de galaxies située dans la constellation d'Hercule. La vitesse de PGC 57418 par rapport au fond diffus cosmologique est de 9 940 ± 6 km/s, ce qui correspond à une distance de Hubble de 146,6 ± 10,3 Mpc (∼478 millions d'al). La vitesse de l'autre composante de NGC 6074 (PGC 57419) n'est pas indiquée dans les sources consultées.
NGC 6074 a été découverte par l'astronome français Édouard Stephan en 1874. Cependant, même si PGC 57419 est souvent identifié faussement à une composante séparée de NGC 6074, il est probable que Stephan n'ait observé que la parte la plus brillante de cette paire, car il aurait sûrement mentionné un genre d'extension dans sa description de la nébuleuse.